# Strausbergs järnvägsstation
Strausbergs järnvägsstation, Bahnhof Strausberg, ligger vid järnvägen Berlin - Kostrzyn nad Odrą, omkring 6 km söder om Strausbergs innerstad.  Stationen trafikeras av regionaltrafik i regi av Niederbarnimer Eisenbahn på linje RB 26 mot Berlin-Lichtenberg och över den polska gränsen till Kostrzyn nad Odrą. Stationen trafikeras även av Berlins pendeltåg linje S5. Strausbergs spårväg trafikerar från stationen till Strausbergs innerstad, Strausberg Stadt
.